# Shawna Lenee
Shawna Lenee (Cleveland, 12 aprile 1987) è un'attrice pornografica statunitense.

## Biografia
Nata e cresciuta nelle vicinanze di Cleveland, è diventata madre a 17 anni. A 18 anni, dopo aver svolto qualche lavoro come modella e attrice, si è avvicinata al mondo dell'intrattenimento per adulti ed ha girato la sua prima scena a Palm Springs per Model Mayhem.
Su indicazione dei suoi agenti, aveva inizialmente adottato gli pseudonimi "Kara Mynor" e "Kara Bare". Riteneva il primo non etico e nemmeno era entusiasta del secondo. Finalmente decise di utilizzare il suo vero nome di battesimo, Shawna, e di variare il suo secondo nome, Lee, in Lenee, come quello di una ragazza che faceva la spogliarellista assieme a lei. La rivista Penthouse l'ha nominata Pet of the Month per il numero di luglio 2008.
Nel 2010 si era temporaneamente ritirata dall'intrattenimento per adulti in cui è rientrata quattro anni dopo, stipulando un contratto con la compagnia di produzione Brazzers. Nel periodo di pausa era tornata a Cleveland, aveva studiato gestione delle piccole imprese al college e gestito due attività, in un caso vendendo prodotti realizzati coll'uncinetto e, nell'altro, gioielleria.
In un'intervista del 2014 ha dichiarato di essere atea.

## Riconoscimenti
AVN Awards
- 2010 - Unsung Starlet of the Year[4]

## Filmografia
- 50 To 1 2 (2005)
- Be My Bitch 1 (2005)
- Born Whores 3 (2005)
- Bring 'um Young 20 (2005)
- Cum Stained Casting Couch 3 (2005)
- Cum Swappers 5 (2005)
- Face Blasters 3 (2005)
- Service Animals 21 (2005)
- Teen Cum Squad 4 (2005)
- Teenage Peach Fuzz 1 (2005)
- Teens Cumming Of Age 2 (2005)
- Throated 5 (2005)
- Young Cheerleaders Swap N' Swallow 4 (2005)
- Assphyxiated (2006)
- Barely Legal 57 (2006)
- Couples Seduce Teens 1 (2006)
- Deep Throat This 30 (2006)
- Down The Hatch 18 (2006)
- First Time Swallows 4 (2006)
- Good Source Of Iron 6 (2006)
- Lessons in Love (2006)
- Little Girl Next Door 2 (2006)
- Mouth 2 Mouth 5 (2006)
- No Swallowing Allowed 8 (2006)
- Sex With Young Girls 9 (2006)
- Slut Puppies 2 (2006)
- Swallow This 3 (2006)
- White Chicks Gettin' Black Balled 16 (2006)
- Ashlynn's Reality Check (2007)
- Bachelor Party Fuckfest 6 (2007)
- Breaking and Entering (II) (2007)
- Busty Loads 1 (2007)
- Deep Throat This 38 (2007)
- Filthy's First Taste 4 (2007)
- Freaky First Timers 7 (2007)
- Girl Next Door 4 (2007)
- My Dirty Angels 10 (2007)
- My Neighbor's Sex Tapes 1 (2007)
- Naughty College School Girls 44 (2007)
- Naughty College School Girls 45 (2007)
- Nut in Her Mouth (2007)
- Pink Paradise 3 (2007)
- Platinum POV Fixation (2007)
- POV Casting Couch 12 (2007)
- Stuffin' Young Muffins 8 (2007)
- Teenie Boppers (2007)
- Throated 13 (2007)
- 2 Chicks Same Time 3 (2008)
- 279 More Pop Shots (2008)
- Babes Illustrated 18 (2008)
- Bad Wives Book Club (2008)
- Barefoot Maniacs 5 (2008)
- Behind the Cyber Door (2008)
- Big Pole Little Hole (2008)
- Bitchcraft 2 (2008)
- Bring Me the Head of Shawna Lenee (2008)
- Cheerleaders (2008)
- Come As You Please 2 (2008)
- Control 8 (2008)
- Cum Fiesta 8 (2008)
- Cumcocktion (2008)
- Diesel Dongs 5 (2008)
- Doctor Adventures.com 2 (2008)
- Doll House 3 (2008)
- Double Play 6 (2008)
- Erica's Fantasies (2008)
- Face Full Of Diesel 4 (2008)
- Footman (2008)
- Four Finger Club 25 (2008)
- Fresh Outta High School 9 (2008)
- Gabriella Fox: Sexy Hot (2008)
- Girls Hunting Girls 18 (2008)
- Girls Hunting Girls 19 (2008)
- Hand to Hand Combat (2008)
- Just Legal Babes 3 (2008)
- Liar's Club (2008)
- Lucky Stiff (2008)
- Manaconda 3 (2008)
- Mouth 2 Mouth 11 (2008)
- My College Porno 2 (2008)
- My Daughter's Fucking Blackzilla 16 (2008)
- My Girlfriend And Me (2008)
- My Sister's Hot Friend 15 (2008)
- Naked Aces 5 (2008)
- Naughty Bookworms 13 (2008)
- Naughty College School Girls 47 (2008)
- Need For Seed 3 (2008)
- Nice Fucking View 3 (2008)
- No Man's Land 44 (2008)
- No Swallowing Allowed 15 (2008)
- Perfect Fantasy (2008)
- Pirates II: Stagnetti's Revenge (2008)
- Pretty Pussies Please 5 (2008)
- Scandalous (2008)
- Shay Jordan: Juice (2008)
- She Only Takes Diesel 1 (2008)
- She's Cumming 2 (2008)
- Spring Chickens 20 (2008)
- Spring Fling (2008)
- Sticky Sweet (2008)
- Suck It and Swallow 3 (2008)
- Surrender the Booty 3 (2008)
- Sweat 3 (2008)
- This Ain't the Munsters XXX (2008)
- Top Shelf (2008)
- Trouble With Young Girls (2008)
- Voyeur 34 (2008)
- We Suck 1 (2008)
- Who's That Girl 6 (2008)
- X Marks the Spot (2008)
- All Night at the DDD Diner (2009)
- Baby Got Boobs 1 (2009)
- Big Butt All Stars: Georgia X (2009)
- Big Tits In Sports 1 (2009)
- Blackzilla Loves Boobs (2009)
- Bleached To The Bone 2 (2009)
- Brave Businesswomen's Bondage Peril (2009)
- Bree's Big Screw Review (2009)
- Cable Guy Sex 3 (2009)
- Call Girl Coeds (2009)
- Come On In 6 (2009)
- Confessions of a Cam Girl (2009)
- Confessions of a Cheating Housewife (2009)
- Consumer Affairs 2 (2009)
- Dancing with Pornstars (2009)
- Deviance 1 (2009)
- Every Last Drop 12 (2009)
- French Confessions (2009)
- Fuck Face (II) (2009)
- Girls Will Be Girls 5 (2009)
- Hot Girls Trapped and Wrapped (2009)
- How to Strip Like a Pro (2009)
- I Love Pretty Pussies (2009)
- Intimate Touch 1 (2009)
- Jack's My First Porn 11 (2009)
- Jesse Jane: Online (2009)
- Lesbians Love Sex 4 (2009)
- Live New Girls XXX (2009)
- Lust 1 (2009)
- My Wife And My Mistress (2009)
- Naughty Cheerleaders (2009)
- New Girls in Bare Skinned Bondage (2009)
- Nurses 1 (2009)
- Nylons 5 (2009)
- OMG Stop Tickling Me (2009)
- Orgy Sex Parties 8 (2009)
- Penthouse Pets Guide to Blowjobs (2009)
- Pin-Up (2009)
- Pop Shots 10 (2009)
- Pure 18 7 (2009)
- Rack It Up 4 (2009)
- Riley Steele: Perfect Pet (2009)
- Secret Diary of a Cam Girl (2009)
- Seducing Fantasies (2009)
- Seinfeld: A XXX Parody (2009)
- Shot Glasses 2 (2009)
- Sinful (2009)
- Small Town (2009)
- Succubus of the Rouge (2009)
- Teenage Whores 4 (2009)
- This Ain't The Partridge Family XXX (2009)
- Too Small To Take It All 1 (2009)
- Tormented (2009)
- Uncontrollable (2009)
- Victoria Zdrok's Guide to Great Sex (2009)
- White Trash Nurses (2009)
- Young and Nasty 6 (2009)
- Young Girls' Fantasies 10 (2009)
- 2 Men And A Pussy 2 (2010)
- Baby's Got Rack (2010)
- Babysitter Diaries 1 (2010)
- Barely Legal POV 9 (2010)
- Big Bust Cougars (2010)
- Big Tit Christmas 1 (2010)
- Bitchcraft 8 (2010)
- Blonde Side (2010)
- Blowjob Winner 6 (2010)
- Busty Beauties: The A List 4 (2010)
- Department S 1 (2010)
- Fluffers 6 (2010)
- Fuck a Fan 11 (2010)
- Handjob Winner 9 (2010)
- Lipstick Lesbo 2 (2010)
- Live Nude Girls (2010)
- Make Them Gag 2 (2010)
- Marriage Counselor (2010)
- My Dad's Hot Girlfriend 3 (2010)
- My Ideal World (2010)
- North Pole 72 (2010)
- Not Really The Dukes Of Hazzard (2010)
- Not The Bradys XXX: Bradys Meet The Partridge Family (2010)
- Nurse Jobs (2010)
- Office Perverts 3 (2010)
- On Call (2010)
- Peter North's POV 28 (2010)
- Pink Pleasures (2010)
- Playgirl's Hottest Country Loving (2010)
- Porn Fidelity 21 (2010)
- Pornstars Punishment 2 (2010)
- Power Munch 3 (2010)
- Rocco's Bitch Party 2 (2010)
- Round Juicy Butts 2 (2010)
- Rush (2010)
- Sex Obsessed (2010)
- Size Matters (2010)
- Slutty and Sluttier 11 (2010)
- Snort That Cum 6 (2010)
- Stripper (2010)
- Stuffed Petite 5 (2010)
- Sweet Cherrys 1 (2010)
- Teenlicious (2010)
- This Ain't I Dream of Jeannie XXX (2010)
- Threesomes (2010)
- Tight Holes Big Poles 4 (2010)
- Twisty Treats 2 (2010)
- Women Who Want Sex (2010)
- Young Guns (2010)
- Young Harlots: School Trip (2010)
- Big Tits Like Big Dicks 6 (2011)
- Bikini Warriors (2011)
- Blondes (2011)
- Blondes Behaving Badly (2011)
- Cannibal Queen (2011)
- Deep Throat This 45 (2011)
- Faster (2011)
- Real Workout 2 (2011)
- Sticky Teen Faces 4 (2011)
- Wealth and Deception (2011)
- Blasted (2012)
- Home Affairs (2012)
- Jurassic Cock 4 (2012)
- Teen Cams Hacked 3 (2012)
- Twisted Solos (2012)
- Her First Lesbian Sex 27 (2013)